# تبغ أزرق
تبغ أزرق[بحاجة لمصدر] أو تبغ شجري[بحاجة لمصدر] أو نيكوتية زرقاء[بحاجة لمصدر] أو مصاص أو تمباك أو مساس، عكوزموس، الزفوف (الاسم العلمي: Nicotiana glauca) (بالإنجليزية: tree tobacco)‏ هو نوع من النباتات يتبع جنس التبغ من الفصيلة الباذنجانية.

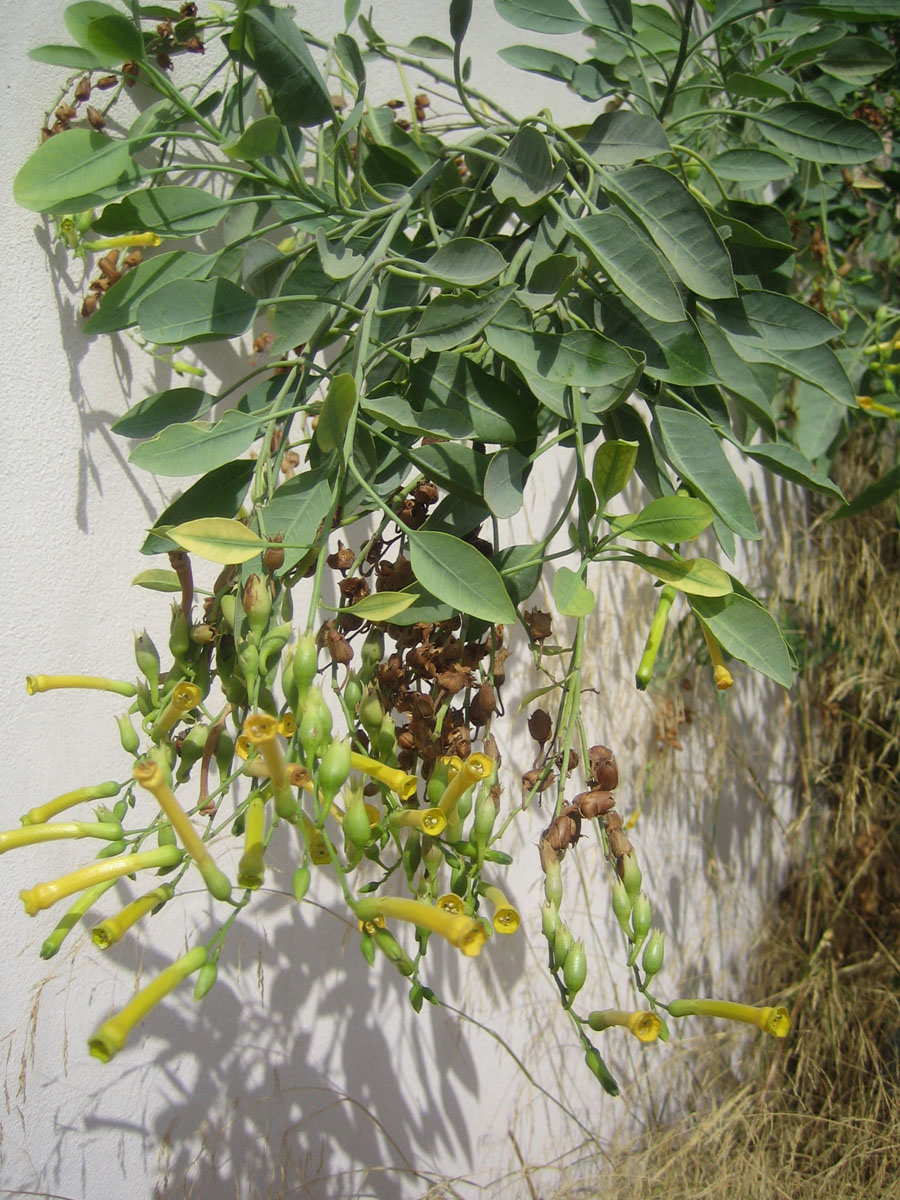
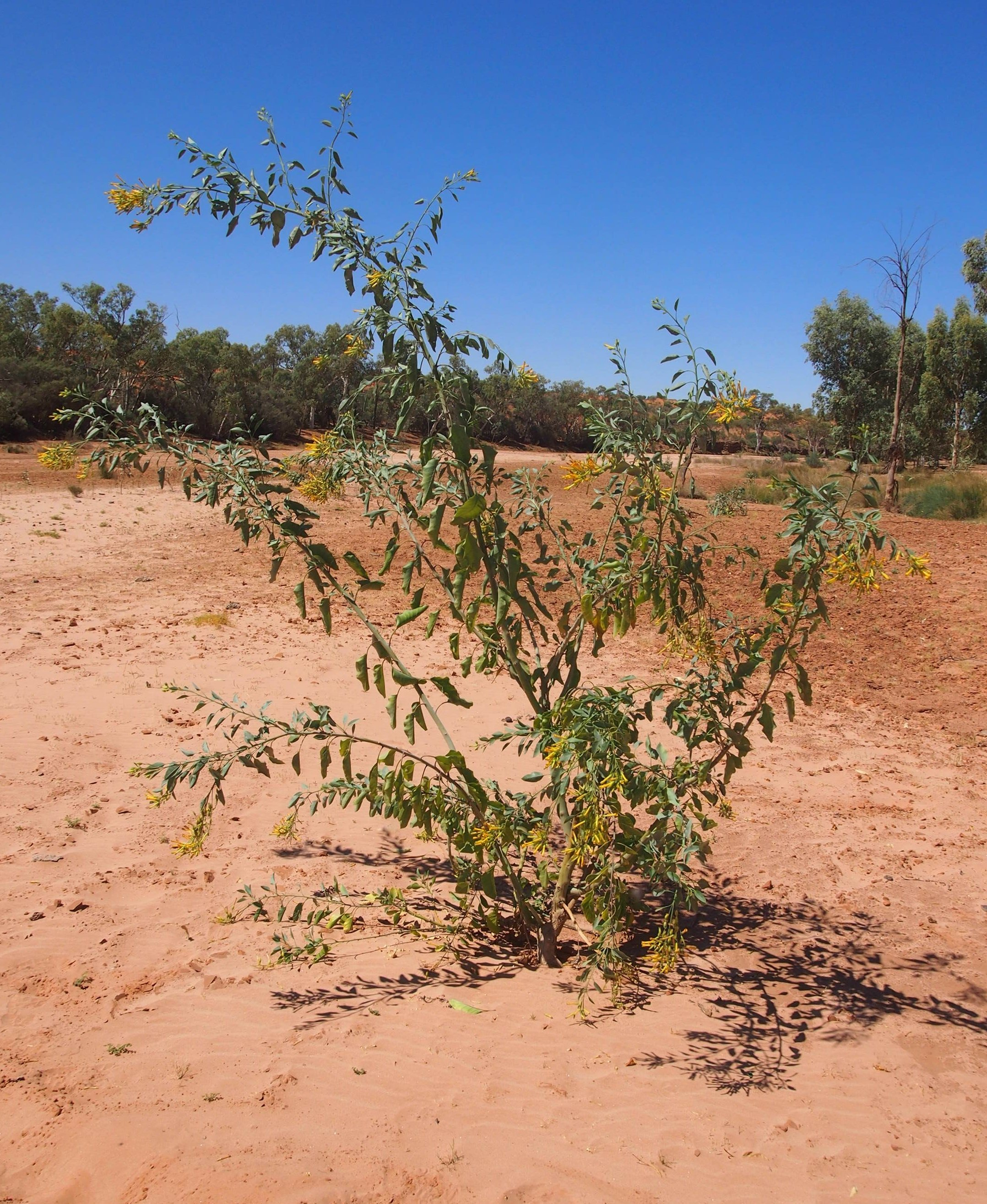
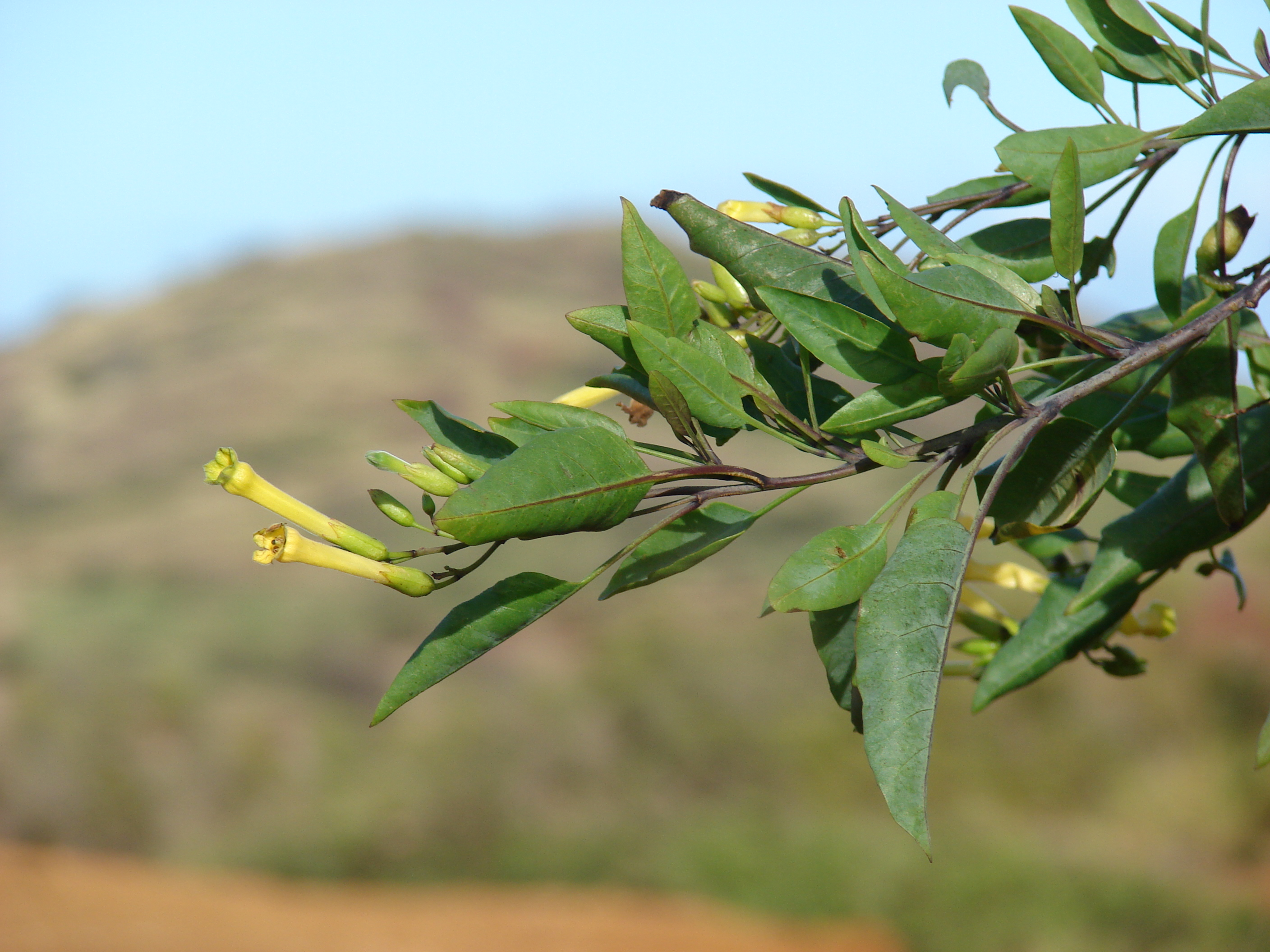